# Hwarang segi
I Hwarang segi (hangeul: 화랑세기, hanja: 花郎世記; lett. Annali degli Hwarang) sono un insieme di 16 volumi coreani antichi che riportano storie e racconti epici dei cavalieri Hwarang. Si dice siano stati scritti dallo storico del periodo Silla Kim Dae-mun durante il regno di Seongdeok di Silla (702-737).
I Hwarang segi sono sopravvissuti fino al tempo in cui Kim Bu-sik (1075-1151) scrisse i Samguk Sagi, ma si crede siano andati perduti nel tredicesimo secolo perché non vi viene più fatto riferimento dopo il testo del 1215 del monaco Gakhun Haedong goseung jeon. Due manoscritti di un testo intitolato Hwarang segi sono stati trovati nel 1989 a Gimhae, Corea del Sud. Il primo manoscritto, reso pubblico nel 1989, è in genere chiamato "estratto" (balchwebon, 발췌본, 拔萃本), e contiene una prefazione e una breve registrazione dei primi quindici leader degli Hwarang (pungwolju, 풍월주, 風月主). Il secondo manoscritto, reso pubblico nel 1995, è di solito chiamato "testo madre" (mobon, 모본, 母本). Poiché la prima parte del manoscritto è danneggiata e mancante, inizia con una registrazione frammentata, ma più completa, dei quattro leader, continua con un elenco dettagliato degli altri quindici e conclude con il trentaduesimo e ultimo leader. Entrambi i manoscritti sono scritti da Bak Changhwa (1889–1962). La validità storica di questi Hwarang segi è oggetto di notevoli controversie tra gli storici coreani, alcuni dei quali pensano che si tratti di un falso, mentre altri sostengono la sua autenticità.